# Gelasi I de Cesarea
Gelasi I de Cesarea   (c. 335 - 395) (Gelasius) fou bisbe de Cesarea de Palestina. Fou autor d'un llibre anomenat, Κατὰ Ἀνομοίων, (Contra els anomeans). Foci I de Constantinoble esmenta que un nebot de Ciril de Jerusalem, també portava el mateix nom i fou igualment bisbe de Cesarea, però distingeix entre ambdós, però alguns autors pensen que eren el mateix.